# Магодынка
Магодынка — река в России, протекает в Ипатовском городском округе Ставропольского края, левый приток реки Кевсала.
Согласно данным, приведенным О. В. Клименко, длина реки составляет 18 км, площадь водосборного бассейна — 291 км². В нижнем течении протекает по территории природного заказника «Бурукшунский».

## География
Исток реки расположен у западной окраины села Новоандреевское. От истока течёт в направлении Бурукшунских лиманов преимущественно с юго-запада на северо-восток.
Основной приток — балка Большая Тахта. Впадает в озеро Лиман, расположенное в пойме реки Кевсала.